# Choi Eun-sung
Choi Eun-sung (ur. 5 kwietnia 1971 w Hanam) – piłkarz południowokoreański grający na pozycji bramkarza.

## Kariera klubowa
W latach 1991–1996 Choi uczęszczał na Incheon University. Podczas studiów występował w drużynie akademickiej. W 1997 roku został piłkarzem Daejeon Citizen i w jego barwach zadebiutował w K-League. Od czasu debiutu stał się pierwszym bramkarzem klubu. Swój pierwszy sukces osiągnął w 2001 roku, kiedy to zdobył Puchar Korei Południowej. W 2002 roku przegrał z nim Supepuchar Korei. W tym samym roku wystąpił z Citizen w rozgrywkach Azjatyckiej Ligi Mistrzów i w meczu z Monte Carlo z Makau (5:1) zdobył gola i stał się pierwszym azjatyckim bramkarzem, który tego dokonał w tych rozgrywkach. Z kolei w 2004 roku dotarł do finału Hauzen Cup.

## Kariera reprezentacyjna
W reprezentacji Korei Południowej Choi zadebiutował 16 września 2001 roku w wygranym 2:1 towarzyskim spotkaniu z Nigerią, będącym jego jedynym w kadrze narodowej Korei. W 2002 roku został powołany przez Guusa Hiddinka do kadry na Mistrzostwa Świata 2002, których gospodarzem była Korea Południowa. Tam był rezerwowym bramkarzem dla Lee Woon-jae i nie rozegrał żadnego spotkania.